# Морли, Эрик
Эрик Дуглас Морли (англ. Eric Douglas Morley; 26 сентября 1918 — 9 ноября 2000) — английский продюсер, предприниматель, импресарио, основатель конкурса красоты «Мисс мира» в 1951 году.

## Ранний период жизни
Эрик Дуглас Морли родился в лондонском районе Холборн, что неподалёку от Вестминстера и Сити. Его отец — выпускник Оксфорда, подорвал науками своё здоровье и скоропостижно умер из-за туберкулёза лёгких. Вскоре за ним последовала и мать. В 11 лет мальчик стал сиротой и оказался в числе немногих стипендиатов, которые получили бесплатное образование в закрытом учебном заведении для юношей. В 14 лет Эрик был зачислен музыкантом в штат 7-го Королевского пехотного полка, стоявшего в Холборне. Здесь он начинает выступать в духовом оркестре, играя на валторне. Вторую Мировую войну Э. Морли встретил в звании капитана Вспомогательного корпуса, чьей основной задачей было поднятие морального духа бойцов непосредственно на передовом рубеже. В июне 1940 года капитан Морли сумел эвакуироваться из-под Дюнкерка. После окончания войны в 1945 году демобилизовался и стал импресарио танцевального развлекательного шоу на одном из телеканалов BBC.

## Конкурс «Мисс мира»
Компания «Мекка Данс-Холл» в начале 1951 года пригласила Эрика Морли в качестве своего рекламного агента. Сеть модных ночных клубов и танцевальных павильонов нуждалась в некоей изюминке, чтобы туда устремились посетители не только из Лондона и окрестных мест, но и со всего света. Тогда-то Морли и предложил провести Всемирный конкурс красоты. За основу были взяты обычные для летних курортов демонстрации купальных костюмов, а также дефиле самых ярких нарядов в стиле тогдашней британской моды. Приглашение и кастинг моделей Эрик взял на себя. Им же была заложена и манера объявления победительницы в самом финале шоу: «Here are the winners, in reverse order».
Фестиваль Красоты было решено повторить и в следующем сезоне. Однако летом 1952 года в Америке стартовало аналогичное шоу — «Мисс Вселенная». Эрик Морли приказал перенести собственный конкурс на ноябрь, поближе к Рождественским распродажам. В 1953 году он становится директором компании «Мекка» и организатором ежегодного смотра красавиц «Мисс мира». На сегодняшний день[когда?] эта лондонская фирма даёт работу 15000 сотрудникам во всех отраслях индустрии развлечений.

## Расцвет карьеры
С 1959 года компания Эрика Морли предлагает для телетрансляции свой знаменитый конкурс красоты как наиболее захватывающий продукт. Желающих насладиться этим зрелищем в 1997 году было более 2,5 миллиардов человек в 155 странах мира. Доходы от шоу позволили Эрику не только расширить свой бизнес, но и потратить на благотворительность около 30 миллионов фунтов стерлингов. Однако ряд критических нападок со стороны феминистских организаций серьёзно осложнили жизнь самого Морли. 9 ноября 2000 года в ходе подготовки к финалу очередного конкурса его сердце не выдержало напряжения. Отпевание Эрика Морли проходило в Гвардейской часовне на западе Лондона в присутствии Чарльза, принца Уэльского и его отца, герцога Эдинбургского. Своей вдове Джулии он завещал не только само проведение всеми любимого конкурса, но и собственность на общую сумму в 2,6 миллиона фунтов.